# Шилісу (Кизилжарський сільський округ)
Шилісу́ (каз. Шилісу) — село у складі Кербулацького району Жетисуської області Казахстану. Входить до складу Кизилжарського сільського округу.
У радянські часи село називалось Ферма № 3 совхоза Кзилжарський.
Населення — 217 осіб (2021; 220 у 2009, 267 у 1999, 242 у 1989).